# Saison 2002 de la NFL
Navigation
Édition précédente Édition suivante
La saison 2002 de la NFL est la 83e saison de la National Football League. Elle voit le sacre des Tampa Bay Buccaneers à l'occasion du Super Bowl XXXVII. Une nouvelle franchise fait son apparition : les Texans de Houston.

## Expansion et réorganisation
Avec l'arrivée de la franchise d'expansion des Texans de Houston, la ligue est réorganisée en 8 groupes de 4 équipes.
Les mouvements sont les suivants :
- Les Seahawks de Seattle sont transférés de l'AFC Ouest vers la NFC Ouest. Seattle était pensionnaire de cette division avant 1976.
- Les Cardinals de l'Arizona retrouvent une division plus conforme à leur position géographique, ils passent de la NFC Est à la NFC Ouest.
- Les Texans de Houston, les Jaguars de Jacksonville, les Colts d'Indianapolis et les Titans du Tennessee forment désormais l'AFC Sud.
- Les Falcons d'Atlanta, les Panthers de la Caroline, les Saints de la Nouvelle-Orléans ainsi que les Buccaneers de Tampa Bay constituent la nouvelle division NFC Sud.

## Classement général
| Qualifié en play-offs |

| AFC Est              |      |      |      |        |          |            |
| Franchise            | Vic. | Déf. | Nuls | % vic. | Pts pour | Pts contre |
| New York Jets        | 9    | 7    | 0    | .562   | 359      | 336        |
| New England Patriots | 9    | 7    | 0    | .562   | 381      | 346        |
| Miami Dolphins       | 9    | 7    | 0    | .562   | 378      | 301        |
| Buffalo Bills        | 8    | 8    | 0    | .500   | 379      | 397        |
| AFC Nord             |      |      |      |        |          |            |
| Franchise            | Vic. | Déf. | Nuls | % vic. | Pts pour | Pts contre |
| Pittsburgh Steelers  | 10   | 5    | 1    | .656   | 390      | 345        |
| Cleveland Browns     | 9    | 7    | 0    | .562   | 344      | 320        |
| Baltimore Ravens     | 7    | 9    | 0    | .438   | 316      | 354        |
| Cincinnati Bengals   | 2    | 14   | 0    | .125   | 279      | 456        |
| AFC Sud              |      |      |      |        |          |            |
| Franchise            | Vic. | Déf. | Nuls | % vic. | Pts pour | Pts contre |
| Tennessee Titans     | 11   | 5    | 0    | .688   | 367      | 324        |
| Indianapolis Colts   | 10   | 6    | 0    | .625   | 349      | 313        |
| Jacksonville Jaguars | 6    | 10   | 0    | .375   | 328      | 315        |
| Houston Texans       | 4    | 12   | 0    | .250   | 213      | 356        |
| AFC Ouest            |      |      |      |        |          |            |
| Franchise            | Vic. | Déf. | Nuls | % vic. | Pts pour | Pts contre |
| Oakland Raiders      | 11   | 5    | 0    | .688   | 450      | 304        |
| Denver Broncos       | 9    | 7    | 0    | .562   | 392      | 344        |
| San Diego Chargers   | 8    | 8    | 0    | .500   | 333      | 367        |
| Kansas City Chiefs   | 8    | 8    | 0    | .500   | 467      | 399        |

| NFC Est             |      |      |      |        |          |            |
| Franchise           | Vic. | Déf. | Nuls | % vic. | Pts pour | Pts contre |
| Philadelphia Eagles | 12   | 4    | 0    | .750   | 415      | 241        |
| New York Giants     | 10   | 6    | 0    | .625   | 320      | 279        |
| Washington Redskins | 7    | 9    | 0    | .438   | 307      | 365        |
| Dallas Cowboys      | 5    | 11   | 0    | .312   | 217      | 329        |
| NFC Nord            |      |      |      |        |          |            |
| Franchise           | Vic. | Déf. | Nuls | % vic. | Pts pour | Pts contre |
| Green Bay Packers   | 12   | 4    | 0    | .750   | 398      | 328        |
| Minnesota Vikings   | 6    | 10   | 0    | .375   | 390      | 442        |
| Chicago Bears       | 4    | 12   | 0    | .250   | 281      | 379        |
| Detroit Lions       | 3    | 13   | 0    | .188   | 306      | 451        |
| NFC Sud             |      |      |      |        |          |            |
| Franchise           | Vic. | Déf. | Nuls | % vic. | Pts pour | Pts contre |
| Tampa Bay Buccs     | 12   | 4    | 0    | .750   | 346      | 196        |
| Atlanta Falcons     | 9    | 6    | 1    | .594   | 402      | 314        |
| New Orleans Saints  | 9    | 7    | 0    | .562   | 432      | 388        |
| Carolina Panthers   | 7    | 9    | 0    | .438   | 258      | 302        |
| NFC Ouest           |      |      |      |        |          |            |
| Franchise           | Vic. | Déf. | Nuls | % vic. | Pts pour | Pts contre |
| San Francisco 49ers | 10   | 6    | 0    | .625   | 367      | 351        |
| St. Louis Rams      | 7    | 9    | 0    | .438   | 316      | 369        |
| Seattle Seahawks    | 7    | 9    | 0    | .438   | 355      | 369        |
| Arizona Cardinals   | 5    | 11   | 0    | .312   | 262      | 417        |

- Les New York Jets terminent devant New England en AFC Est en raison des résultats enregistrés face à des adversaires communs (8-4 contre 7-5) et Miami en raison des résultats enregistrés en division (4-2 contre 2-4).
- New England termine devant Miami en AFC Est en raison des résultats enregistrés en division (4-2 contre 2-4).
- San Diego termine devant Kansas City en AFC Ouest en raison des résultats enregistrés en division (3-3 contre 2-4).
- St. Louis termine devant Seattle en NFC Ouest en raison des résultats enregistrés en division (4-2 contre 2-4).

## Play-offs
Les équipes évoluant à domicile sont nommées en premier. Les vainqueurs sont en gras

### AFC
- Wild Card : 
  - 4 janvier 2003 : New York Jets 41-0 Indianapolis
  - 5 janvier 2003 : Pittsburgh 36-33 Cleveland
- Premier tour : 
  - 11 janvier 2003 : Tennessee 34-31 Pittsburgh, après prolongation
  - 12 janvier 2003 : Oakland 30-10 New York Jets
- Finale AFC : 
  - 19 janvier 2003 : Oakland 41-24 Tennessee

### NFC
- Wild Card : 
  - 4 janvier 2003 : Green Bay 7-27 Atlanta
  - 5 janvier 2003 : San Francisco 39-38 New York Giants
- Premier tour : 
  - 11 janvier 2003 : Philadelphie 20-6 Atlanta
  - 12 janvier 2003 : Tampa Bay 31-6 San Francisco
- Finale NFC : 
  - 19 janvier 2003 : Tampa Bay 27-10 Philadelphie

### Super Bowl XXXVII
- 26 janvier 2003 : Tampa Bay (NFC) 48-21 Oakland (AFC), au Qualcomm Stadium de San Diego